# Saint-Laurent-du-Mottay
Saint-Laurent-du-Mottay korábbi község Franciaország Loire mente régiójában, Maine-et-Loire megyében. 2015. december 15-én tíz másik korábbi községgel egyesült és Mauges-sur-Loire új község része lett.
Lakosainak száma 699 fő (2018. január 1.). Saint-Laurent-du-Mottay Montrelais, Loireauxence, Beausse, Le Mesnil-en-Vallée és Saint-Florent-le-Vieil községekkel határos.

## Népesség
A település népessége az elmúlt években az alábbi módon változott:
| Lakosok száma | 721  | 790  | 728  | 722  | 702  | 761  | 765  | 761  | 724  | 699  |
|               | 1962 | 1968 | 1982 | 1990 | 1999 | 2008 | 2011 | 2013 | 2017 | 2018 |